# Kyusyu Open
Kyusyu Open er en regionel golfturnering på Japan's sydligste ø, Kyūshū. Turneringen blev etableret i 1971. Turneringen var en del af Japan Golf Tour fra 1973 til 1991.

## Vindere
- 2009 Tadaaki Kimura
- 2008 Tomohiko Ogata
- 2007 Tadaaki Kimura
- 2006 Hidezumi Shirakata
- 2005 Kiyoshi Okura
- 2004 Yukata Horinouchi
- 2003 Hidezumi Shirakata
- 2002 Kazuhiro Kinjo
- 2001 Mitsukasa Kusakabe
- 2000 Takao Nogami
- 1999 Kazuhiro Kinjo
- 1998 Tsunehisa Yamamoto
- 1997 Noburu Fujiike
- 1996 Kosei Sakai
- 1995 Kimpachi Yoshimura
- 1994 Mitsukasa Kusakabe
- 1993 Katsuyoshi Tomori
- 1992 Norikazu Kawakami
- 1991 Kimpachi Yoshimura
- 1990 Katsuyoshi Tomori
- 1989 Shinji Kuraoka
- 1988 Katsuyoshi Tomori
- 1987 Katsuyoshi Tomori
- 1986 Kimpachi Yoshimura
- 1985 Kimpachi Yoshimura
- 1984 Toshiya Shibutani
- 1983 Noboru Fujiike
- 1982 Norio Suzuki
- 1981 Yurio Akitomi
- 1980 Yurio Akitomi
- 1979 Yurio Akitomi
- 1978 Norio Suzuki
- 1977 Norio Suzuki
- 1976 Norio Suzuki
- 1975 Norio Suzuki
- 1974 Norio Suzuki
- 1973 Kunio Koike
- 1972 Noburu Shidata
- 1971 Katsuji Yanagida